# Magura, Bangladesh
Magura este un oraș situat în partea de sud-vest a statului Bangladesh, în diviziunea Khulna. Este reședința districtului omonim.